# Prinses Wanda

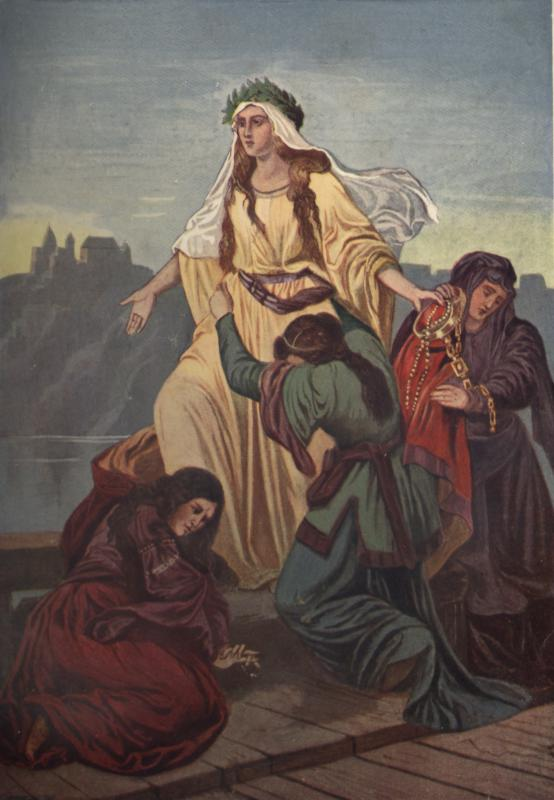
De zelfdoding van Wanda, door Maksymilian Piotrowski, 1859

Prinses Wanda is een heldin uit Poolse legendes. Ze zou in de 8e eeuw de dochter zijn geweest van Krakus, de legendarische stichter van Krakau. Na de dood van haar vader werd zij koningin van de Polen. Ze pleegde kort daarop echter zelfmoord om een ongewild huwelijk te voorkomen.

## Wandalegendes
Het eerste geschreven verslag van prinses Wanda werd opgetekend door de Poolse kroniekschrijver Vincentius Kadłubek in 1190. In deze versie van het verhaal regeerde Wanda over Polen na haar legendarische vader Krakus, toen haar land werd binnengevallen door de Alemannen, die uit waren op expansie van hun grondgebied en hun kans schoon zagen door de dood van de vorige heerser. Toen de invallers de schoonheid van Wanda zagen, weigerden zij te vechten en hun leider pleegde zelfs zelfmoord. In de laatste regels van het verhaal verwijst Kadłubek naar een rivier genaamd de Vandalus, die na haar vernoemd zou zijn. Zij en haar volgelingen en degenen over wie zij regeerde, stonden bekend als Vandalen. In deze versie bleef Wanda ongetrouwd en had zij een lang leven.
In een andere versie uit de Kroniek van Groot-Polen wordt beschreven dat de Germaanse leider Rytygier eerst met Wanda wilde trouwen en als zij zou weigeren hij alsnog haar land zou binnenvallen. Daarop volgde een veldslag waarin de Germaanse leider stierf. Wanda offerde zichzelf op aan haar pantheongoden als dank voor de overwinning die haar ten deel was gevallen. In weer andere versies van de legende pleegt Wanda zelfmoord door zich in de rivier de Wisła te gooien, omdat zij weet dat zolang zij leeft een potentieel heerser zich zal aandienen om met haar te trouwen en als zij weigert er een invasie van haar land te verwachten valt.
Volgens de legende zou ze begraven zijn in de Grafheuvel van Wanda.

## Natte Maandag

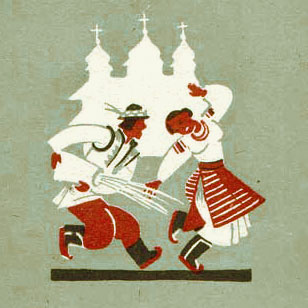
Poolse paaskaart: Natte Maandag

Op tweede paasdag is het in Polen Śmigus-Dyngus ofwel Natte Maandag. Op die dag gooit men volgens de traditie water naar elkaar, ter herinnering aan prinses Wanda, die zich liever in de Wisła wierp dan te trouwen met een Duitse vorst. 